# ジョン・カーター・ヴィンセント
ジョン・カーター・ヴィンセント（John Carter Vincent, 1900年8月19日 - 1972年12月3日）は、アメリカ合衆国の外交官。

## 生涯
カンザス州セネカにて誕生。1923年にマーサー大学を卒業。1923年に国務省外交局に入省。長沙、漢口、汕頭、北京、奉天、南京、大連での勤務を経て、1942年に重慶大使館で参事官に就任。1944年1月から1945年9月まで国務省極東局中国部長。戦時中は、蔣介石への無条件支持に反対し、中国共産党との協力を主張した。1945年9月から1947年7月まで国務省極東局長。1947年から1951年まで駐スイス公使。1951年から1953年まで駐モロッコ特使および総領事。
1972年12月3日、マサチューセッツ州ケンブリッジの病院にて死去。